# Cymothoe vulcanica
Cymothoe vulcanica är en fjärilsart som beskrevs av Schultze 1920. Cymothoe vulcanica ingår i släktet Cymothoe och familjen praktfjärilar. Inga underarter finns listade i Catalogue of Life.